# Santa Margherita di Staffora
Santa Margherita di Staffora – miejscowość i gmina we Włoszech, w regionie Lombardia, w prowincji Pawia.
Według danych na rok 2004 gminę zamieszkiwało 617 osób, 17,1 os./km².